# Kostiantín Mikolàiovitx Mikhàilov
Kostiantín Mikolàiovitx Mikhàilov   (Krolevets, 29 de desembre de 1882 - Kíiv, 3 d'abril de 1961), ucraïnès: Костянти́н Микола́йович Миха́йлов fou un pianista soviètic ucraïnès, professor de música, treballador d'art honrat de la SSR ucraïnesa (des de 1945). Pare de l'artista Konstantin Mikhailov.

## Biografia
Nascut el 17 (29) de desembre de 1882 a la ciutat de Krolevets. El 1907 es va graduar a l'Escola de Música de Kíiv (classe de piano amb Vladímir Pukhalski), el 1913 (com a estudiant extern) - del Conservatori de Petersburg. Des del 1907 va fer classes a l'Escola de Música de Kíiv. Va ser un dels organitzadors del conservatori de Kiiv (1913), on va impartir classes (amb el temps de la seva fundació el 1917, professor el 1922 - 1926 - director).
 1913 - 1921 fou ajudant i secretari del Consell Artístic del Conservatori. El 1918 -1922 - Subdirector de treballs acadèmics i científics del Conservatori. El 1920 era pianista de l'Exèrcit Roig. El 1920 - 1921 va encapçalar la junta de l'Òpera de l'Estat de Kíiv. El 1923 fou sots-director de la Societat Filharmònica Estatal de Kíiv.
Des de 1927, vice-rector de l'Institut de Música i Drama de Lysenko. Des del 1932 -Cap del piano, el 1934-1941 i el 1943 - 1953 Vice-rector del Conservatori de Kíiv. El 1941 - 1942 fou sots-director del conservatori de Tashkent, en el qual va organitzar un estudi d'òpera (el seu director el 1942), el 1943 director del conservatori de Sverdlovsk. Entre els seus estudiants: V. M. Vronskaya, P. Otkup, Weintraub, E. Ya. Gurevich, V. M. Dubova-Sergeeva, M. G. Bogomaz, I. Z. Zetel, M. Polyak, V. V. Sechkin, J. Yu. Kolodub, A. G. Kostyuk, I. B. Blinova. Per iniciativa de K. M. Mikhailov, es van obrir departaments infantils als conservatoris (1920-1922), el departament d'educació social, sobre la base del qual es va crear la facultat de música i pedagogia (1923). Fou un dels organitzadors de l'Escola especial de música de Kíiv (1934).
Membre de la CPSU (b) des de 1949. Autor d'articles i ressenyes. Se li va concedir l'Ordre de Lenin i altres ordres. Va morir el 3 d'abril de 1961. Va ser enterrat a Kíiv al cementiri de Baikovo.